# Hrčava
Obec Hrčava (polsky Herczawa, německy Hertschawa) se nachází v okrese Frýdek-Místek v Moravskoslezském kraji. Hrčava leží na hranici se Slovenskem, na místě, kde se stýkají hranice Česka, Polska (obec Javořinka) a Slovenska (obec Čierne) a je po sousedním Bukovci druhou nejvýchodnější obcí Česka. Nejvýchodnější bod České republiky se nachází méně než 4 km severoseverovýchodně. Obec Hrčava však má v Česku nejvýchodněji umístěné centrum obce. Kromě toho je v Česku jedinou obcí v rámci pohoří Jablunkovské mezihoří, které na Jablunkovsko zasahuje malým cípem ze Slovenska. Žije zde 249 obyvatel. Obec je členem Sdružení obcí Jablunkovska. Sousedními obcemi sídla jsou Bukovec, Gmina Jistebná a Čierne.

## Poloha

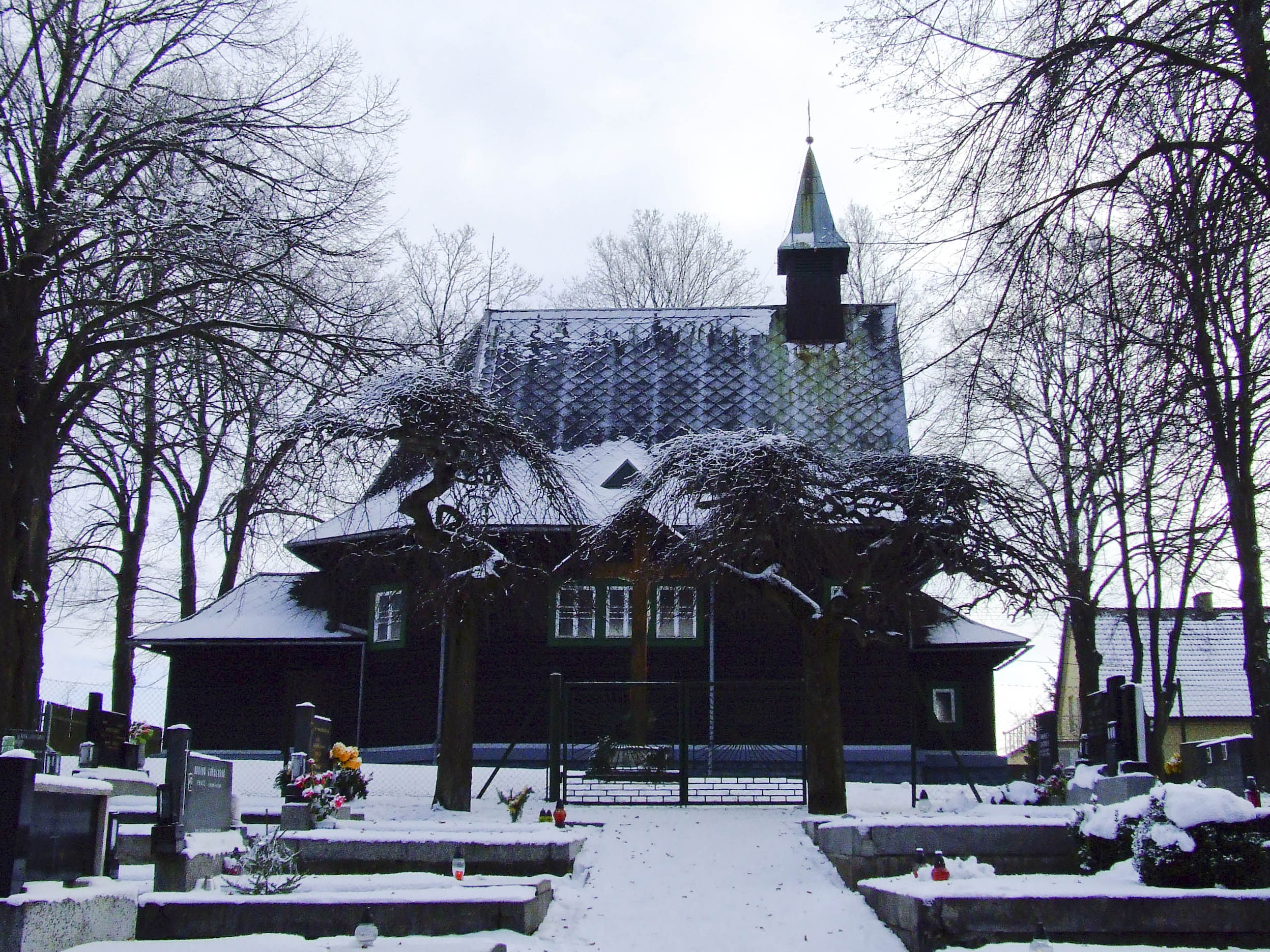
Kostel sv. Cyrila a Metoděje

Velká část obyvatel je nezaměstnaných, což je zřejmě důsledkem velké odlehlosti obce a jejího špatného napojení na dopravní síť. Od zbytku světa byla izolována až do výstavby silnice, spojující ji na jihozápadě s hraničním přechodem Mosty u Jablunkova. Nyní[kdy?] v obci probíhají jednání o vybudování asfaltové silnice na sever, do obce Bukovec, která by velmi napomohla dojíždění za prací (do Třineckých železáren apod.). Proti této silnici však protestuje několik chatařů, kterým by cesta vedla přes pozemky. Přes velmi nízké dotace od státu a velký počet turistů je okolní příroda velmi čistá a udržovaná. Největší nápor zažívá tamější životní prostředí 5. července, kdy se koná tradiční pouť u příležitosti svátku sv. Cyrila a Metoděje.

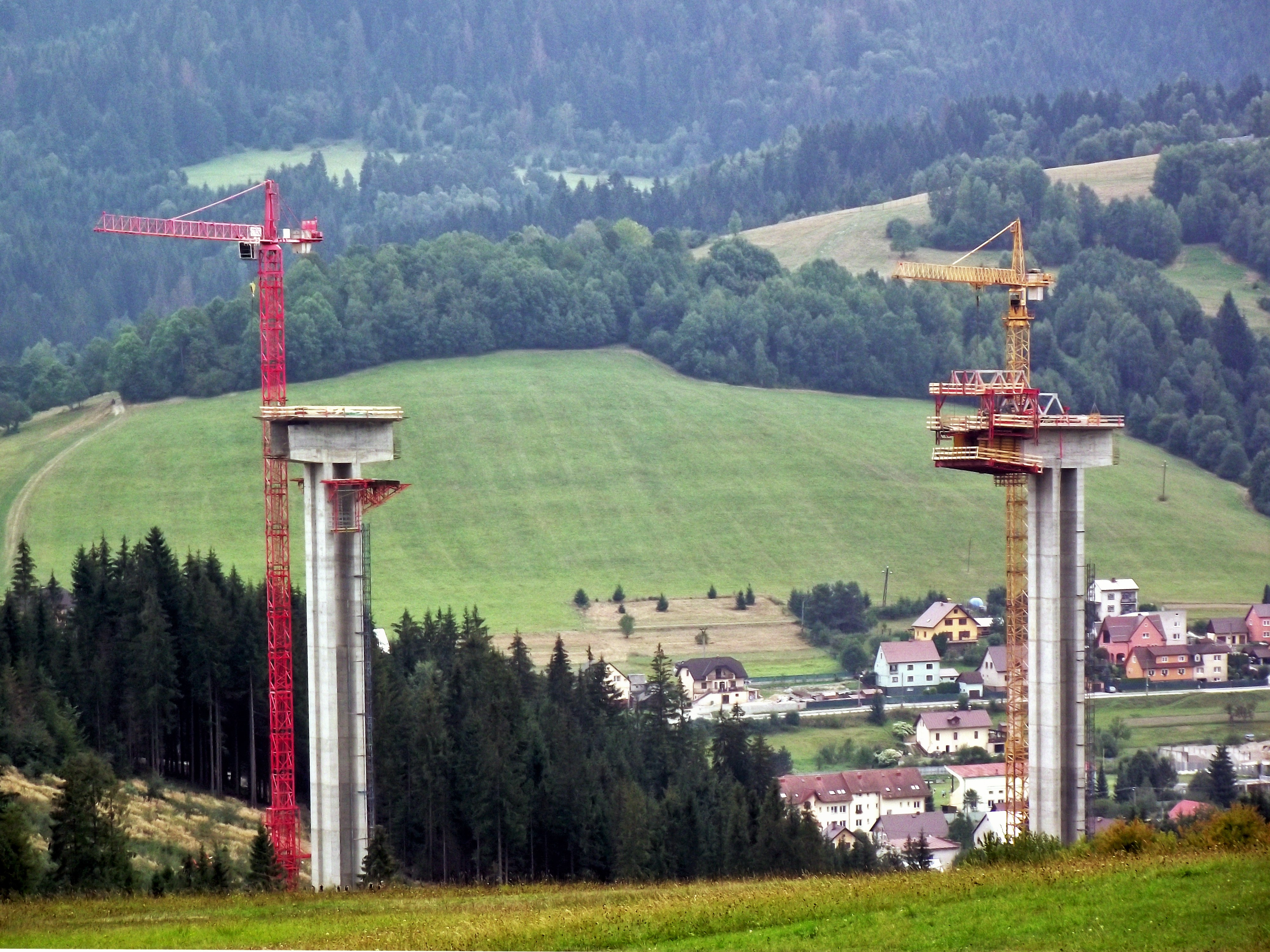
Výstavba mostu Valy v září 2015, pohled z Hrčavy

Zhruba 1,5 km vjv. od obce se nalézá trojmezí Polska, Česka a Slovenska (mapa). Asi 1,5 km severozápadně je Pomník posledního vlka v Beskydech zastřeleného zde v roce 1914 (mapa). K pomníku vede červená turistická stezka od silnice do Hrčavy. Most Valy, nejvyšší most Slovenska, součást slovenské dálnice D3, je jenom 1 km daleko. 
V okolí si už před rokem 1989 zakoupilo pozemky mnoho chatařů. Hrčava je spojena lesní pěšinou se slovenskou obcí Čierne. 1,5 km severně od Hrčavy leží Komorovský Grúň, osada o několika domech, kterou s Hrčavou spojuje cesta. Tato cesta je do poloviny své délky také hranicí Polska a Česka.

## Název
Na vesnici bylo přeneseno jméno nějakého potoka (Hrčava) a to bylo odvozeno od nářečního hrčavy - "hlučný".

## Historie
Jižní část spolu s východním okrajem katastru obce byla, spolu s jejím centrem, až do roku 1924 součástí obce Javořinka (polsky Jaworzynka), která od roku 1920 leží v Polsku; naopak většina katastru obce (většina lesů spolu s okrajovou severní zástavbou) náležela k sousední obci Bukovci. Při sporu Československa a Polska o oblast Těšínska byla obec přiřazena mezinárodní komisí k Polsku. Po protestech zdejších obyvatel proti tomuto rozhodnutí byla roku 1924 Hrčava přidělena Československu. Teprve 6. října 1927 vznikla obec Hrčava a získává zároveň část katastru Bukovce. V roce 1955 byla obec napojena na elektrickou distribuční soustavu s veřejným osvětlením. Silniční spojení se zbytkem československého území získala Hrčava až v roce 1965.

### Pašeráctví
V minulém století byla Hrčava mnohem hůře střežena než dnes, často docházelo k vykrádání chat na samotě. Se zlepšující se celní kontrolou a celními hlídkami se oblast stala bezpečnější a ubylo i pašeráků, kteří využívali tmy noci k nekalým činnostem.

## Vybavenost obce

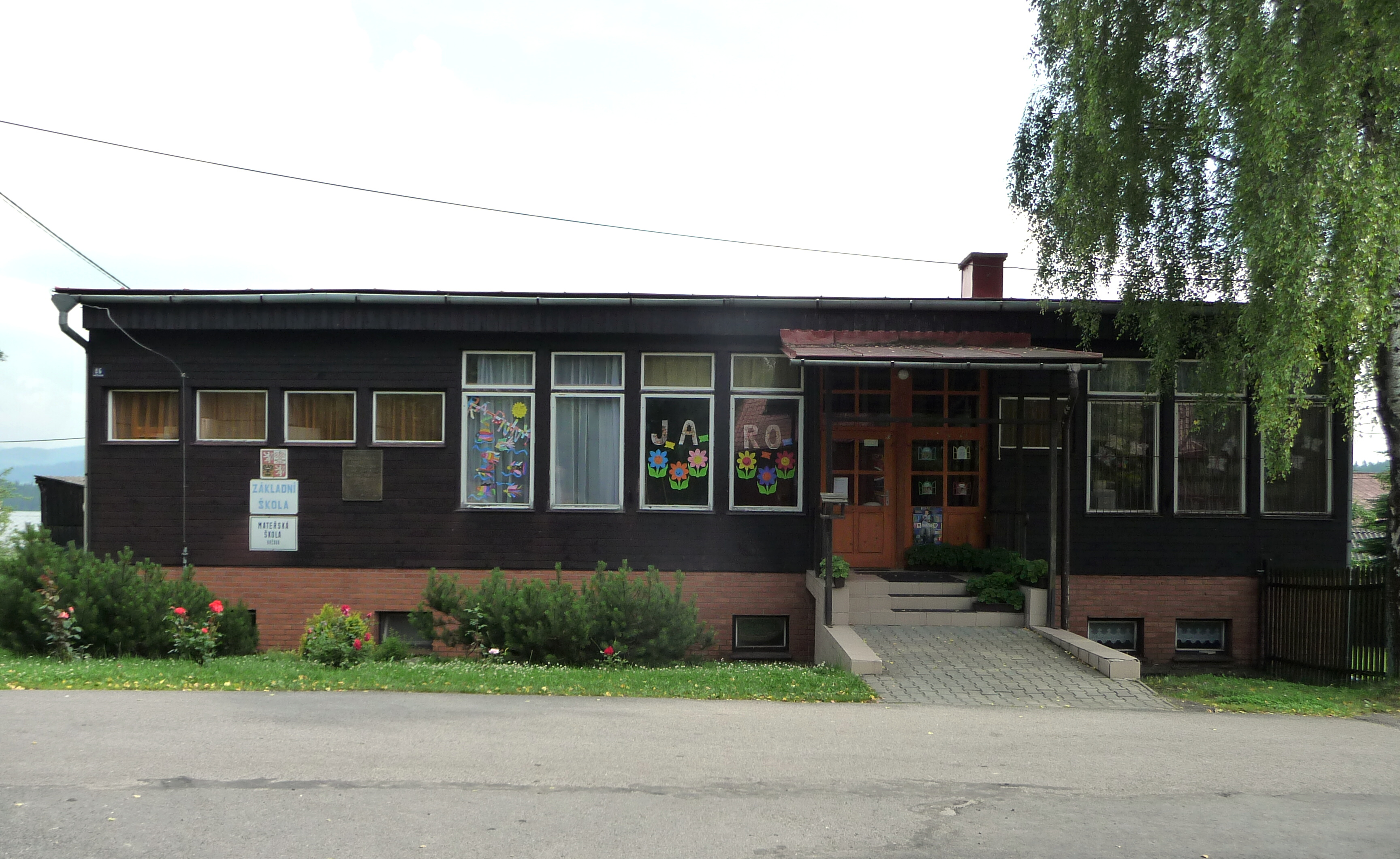
Základní a mateřská škola

Lidé na Hrčavě se snaží žít tradičním životem, mladší generace pracuje převážně v jiných obcích nebo je nezaměstnaná. V obci jsou 4 hospody, 2 obchody, základní a mateřská škola se školní družinou a jídelnou, pobočka pošty a zajímavý kostel (z roku 1936), v němž každou neděli probíhají bohoslužby.
V obci není žádné zdravotní zařízení, v případě potřeby jsou obyvatelé nuceni vyhledat lékařské ošetření v Jablunkově. Je zde zavedena elektrická energie, plynovod a kanalizace, zajištěn je také pravidelný svoz odpadu.

### Sport a turistika
Na Hrčavě a v jejím okolí je možné provozovat turistiku. Již dvakrát se zde konal Beskyd CUP – závod v orientačním běhu. Obcí prochází i  žlutě značená turistická stezka 7890 v délce 5 km vedoucí z osady Komorovský Gruň na Trojmezí.

## Pamětihodnosti
- Trojmezí Česko-Polsko-Slovensko s Lípou přátelství
- kostel svatého Cyrila a Metoděje (dřevěný)
- roubené podhorské domky
- Lurdská jeskyně

## Fotogalerie

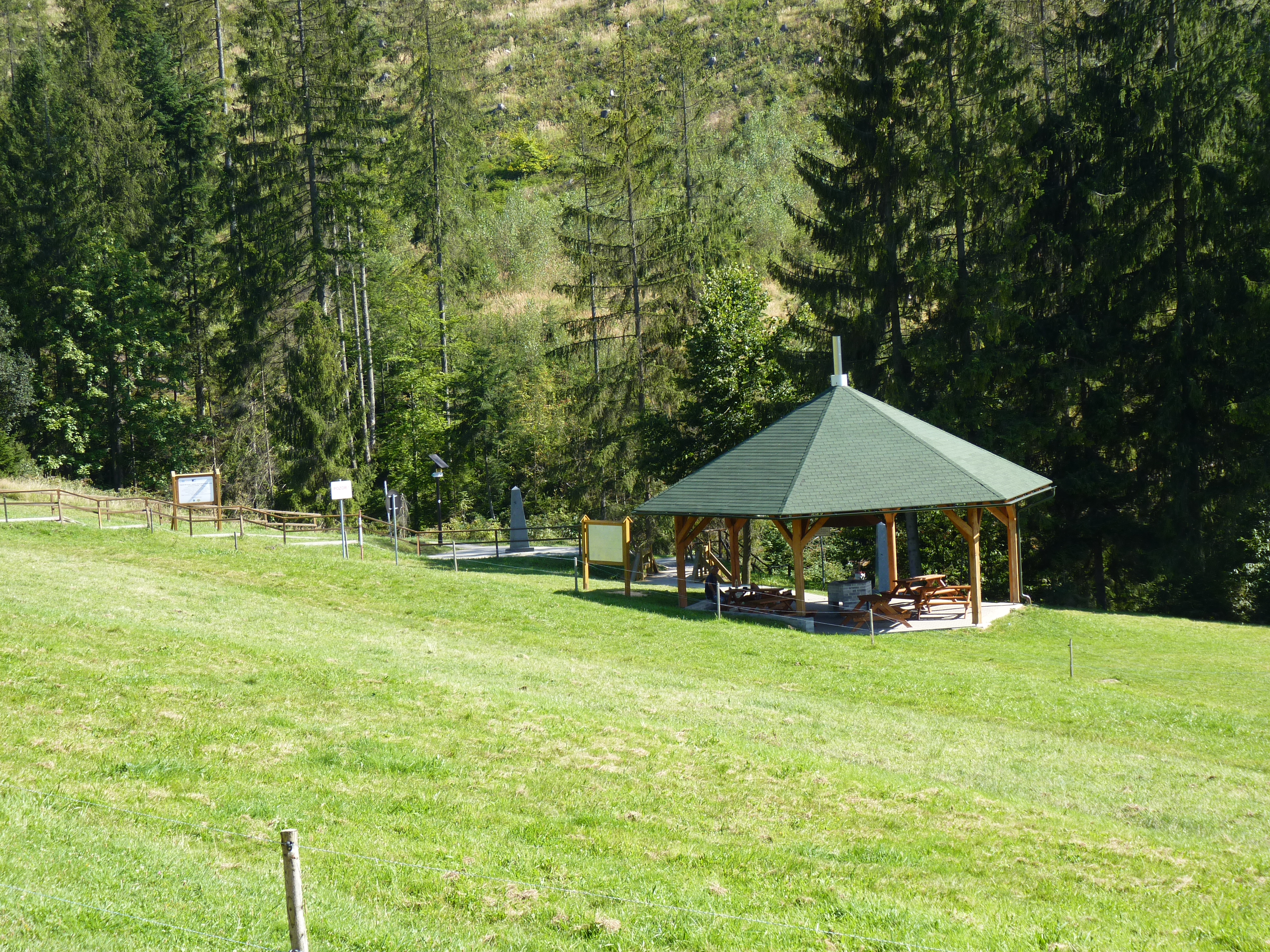
Česko-polsko-slovenské trojmezí
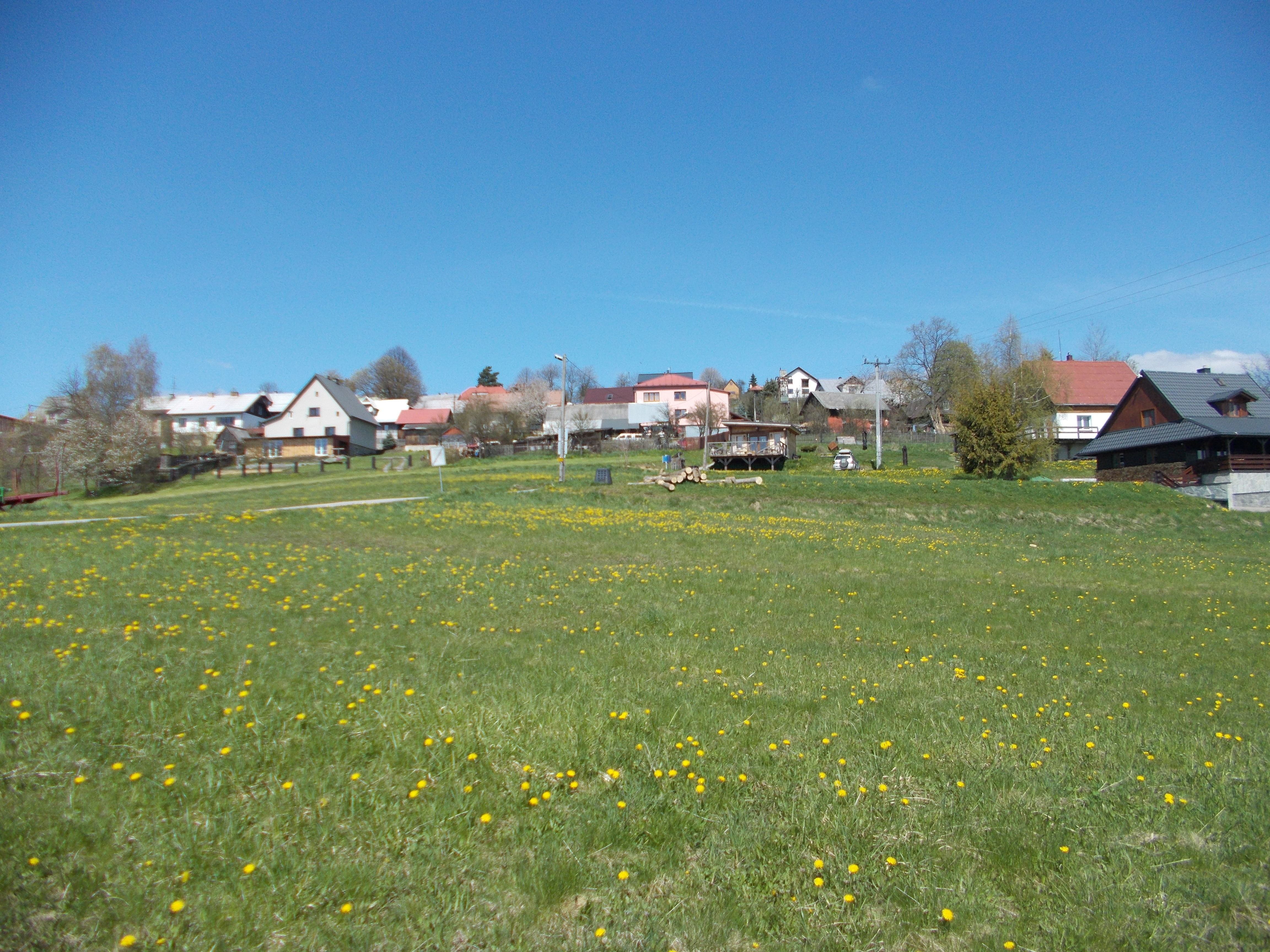
Hrčava směrem od trojmezí
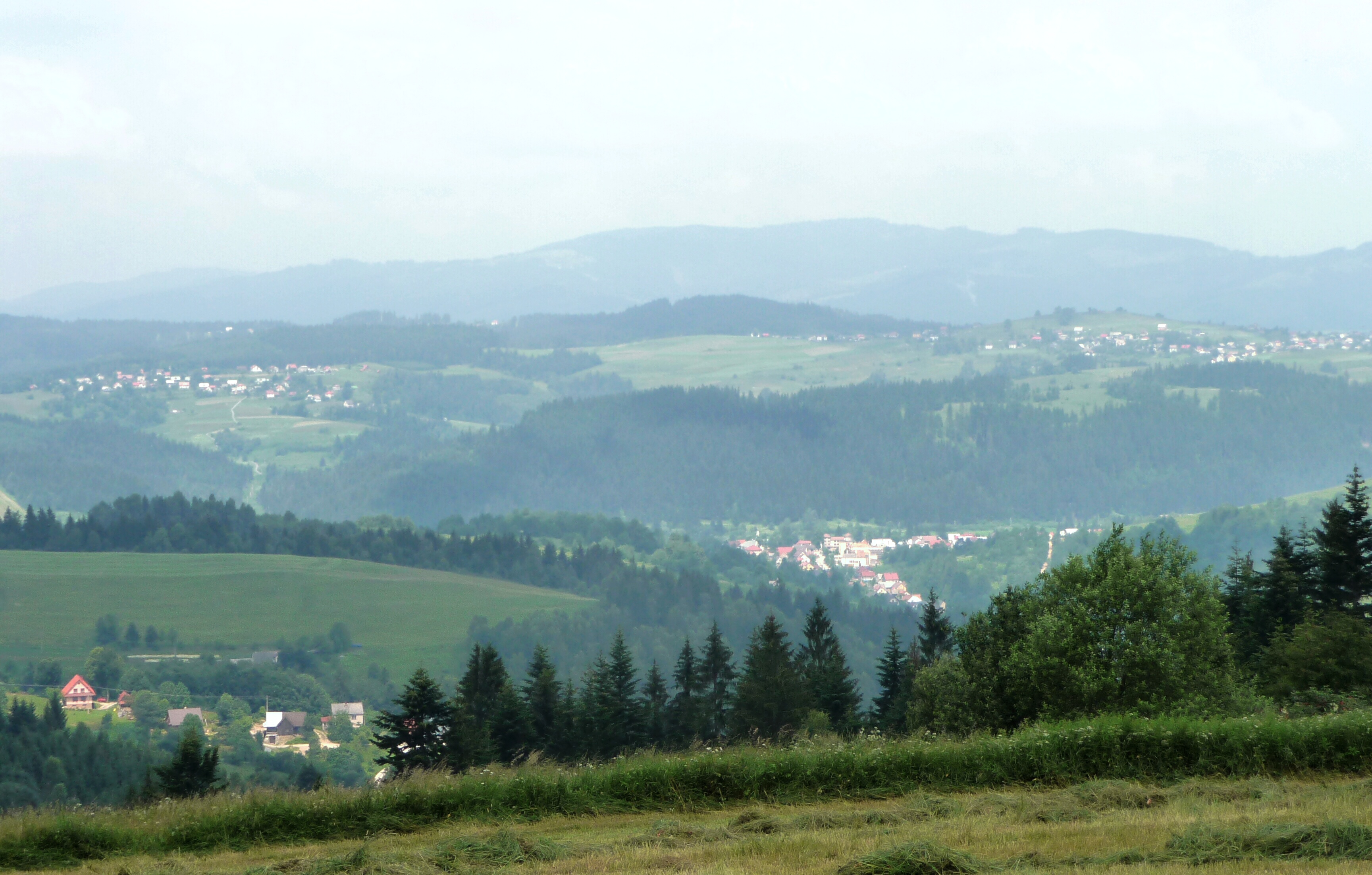
Zleva doprava: Hrčava (Česko), Čierne pri Čadci (Slovensko, v údolí) a Javořinka (Polsko)
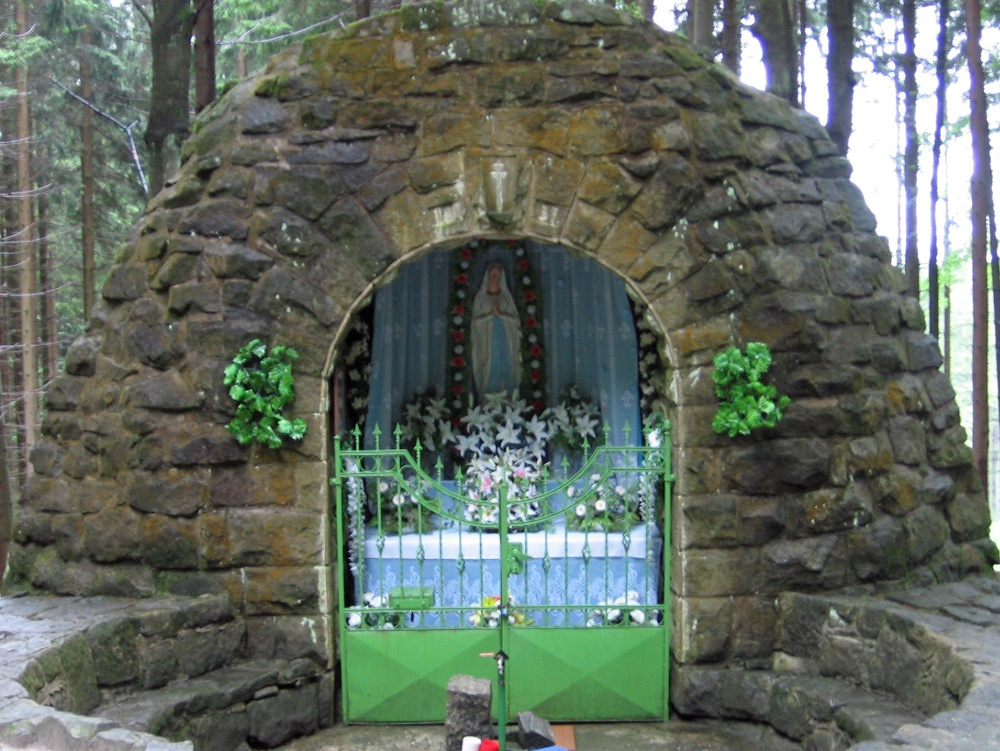
Lurdská jeskyně u Hrčavy
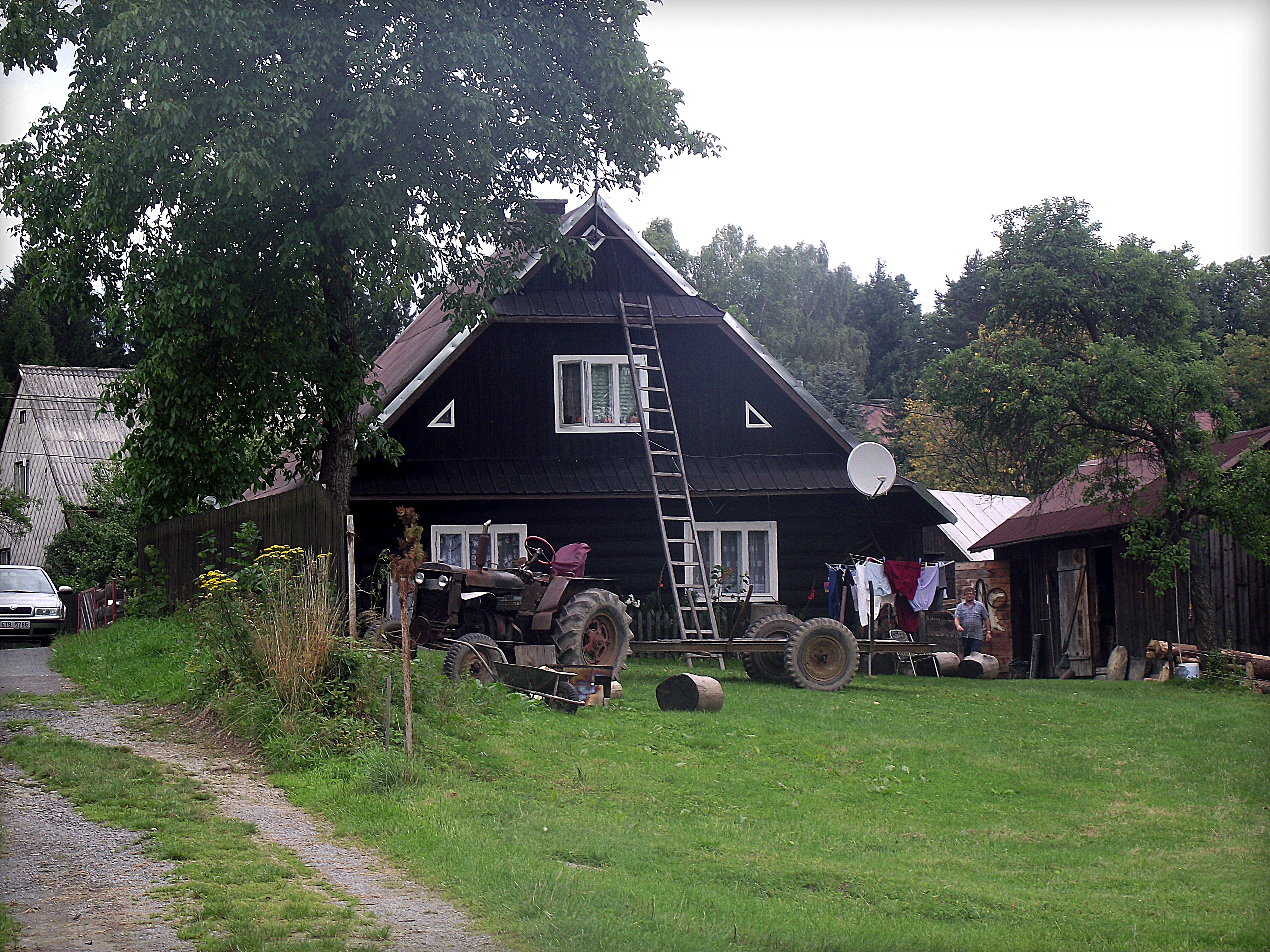
Dřevěná zástavba
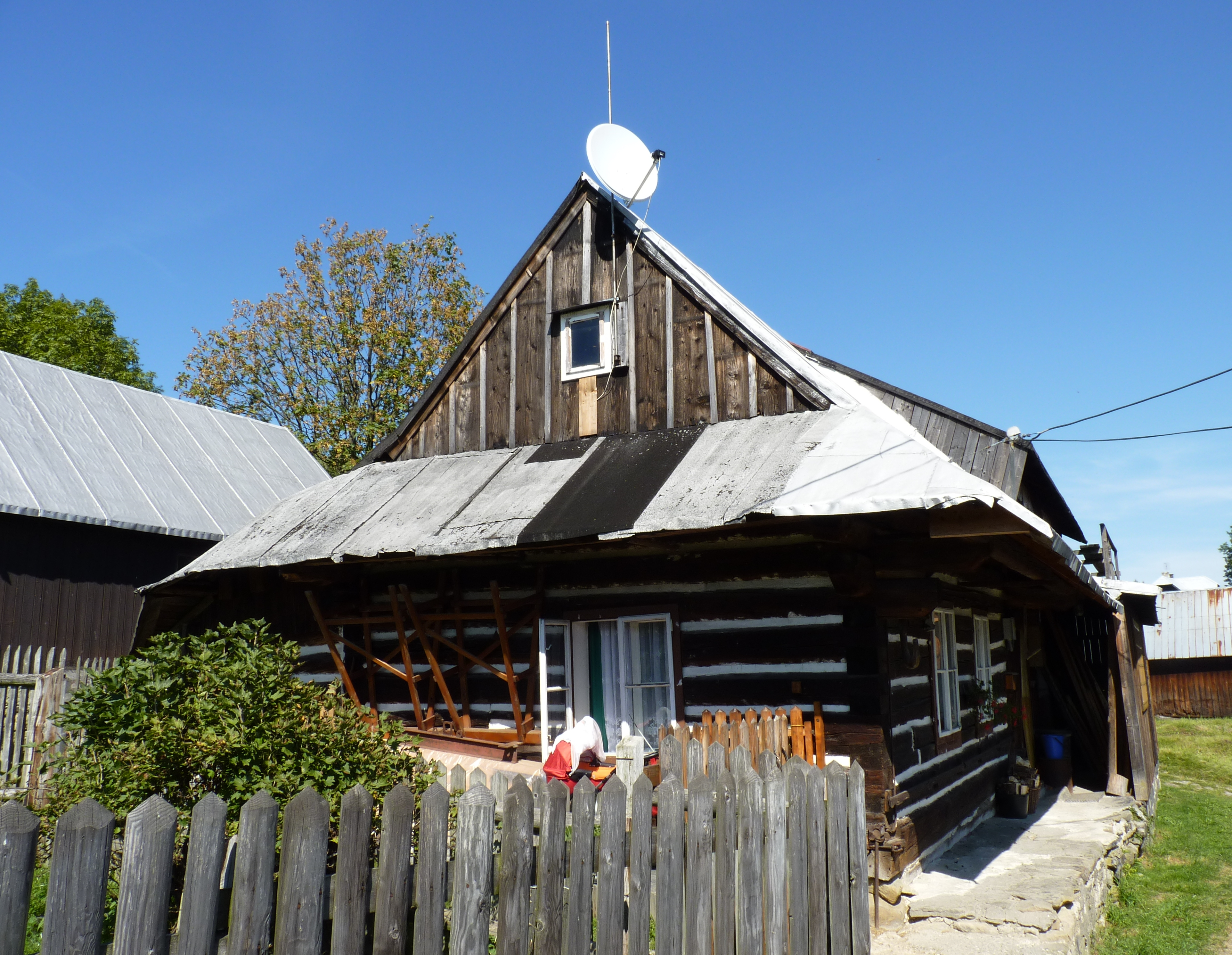
Dřevěná zástavba
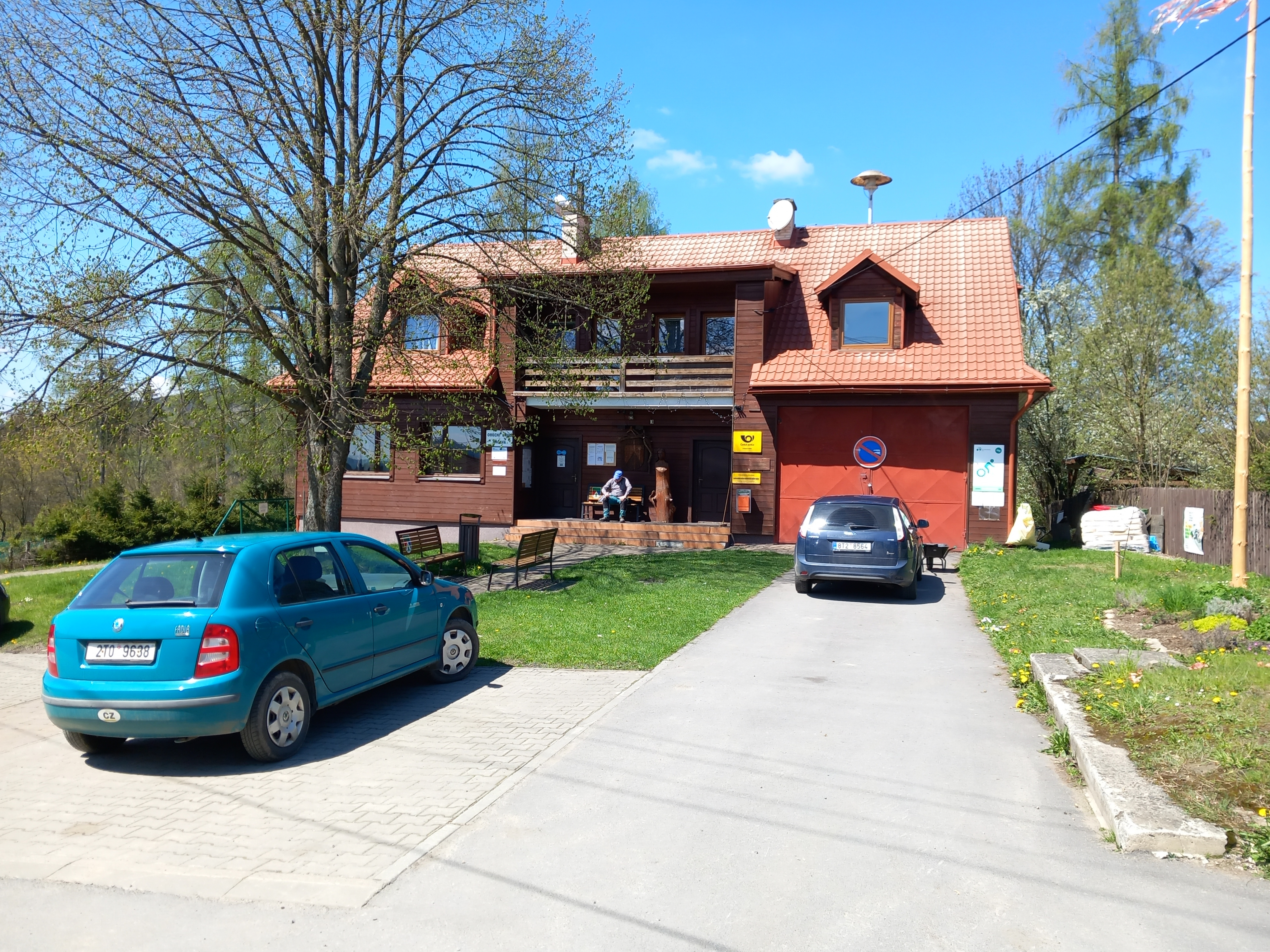
Obecní úřad
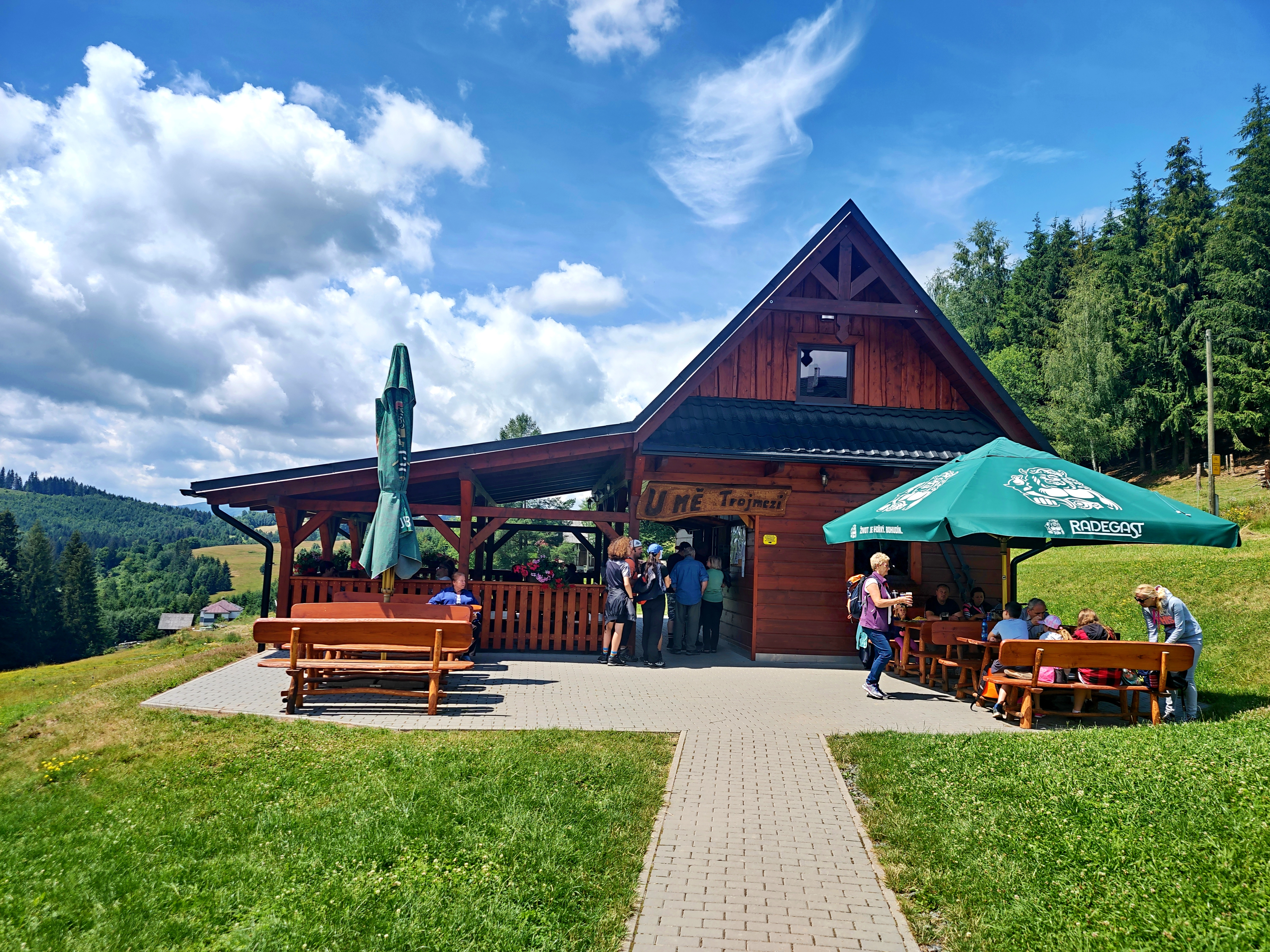
Hospůdka U Mě Trojmezí
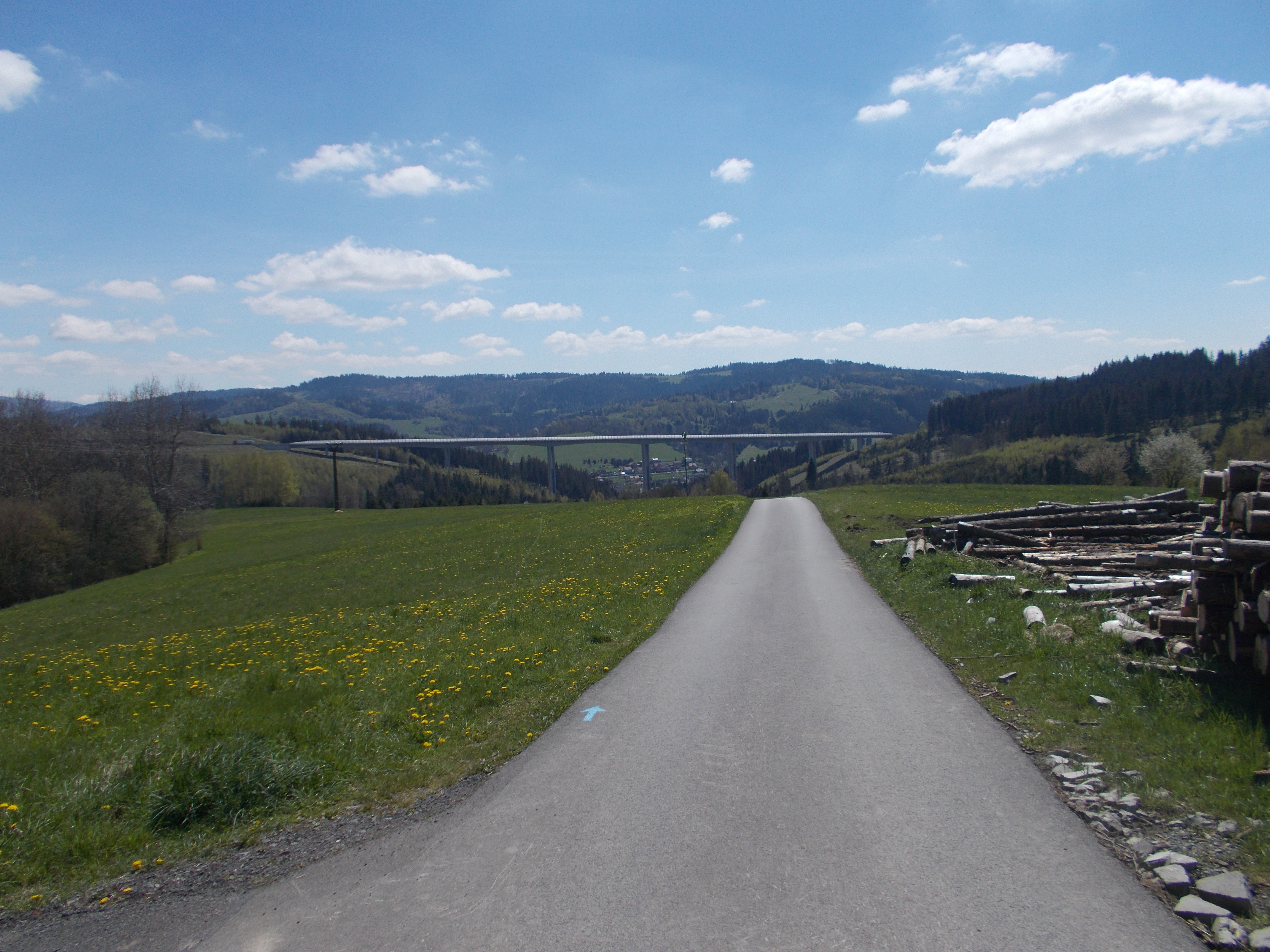
Most Valy
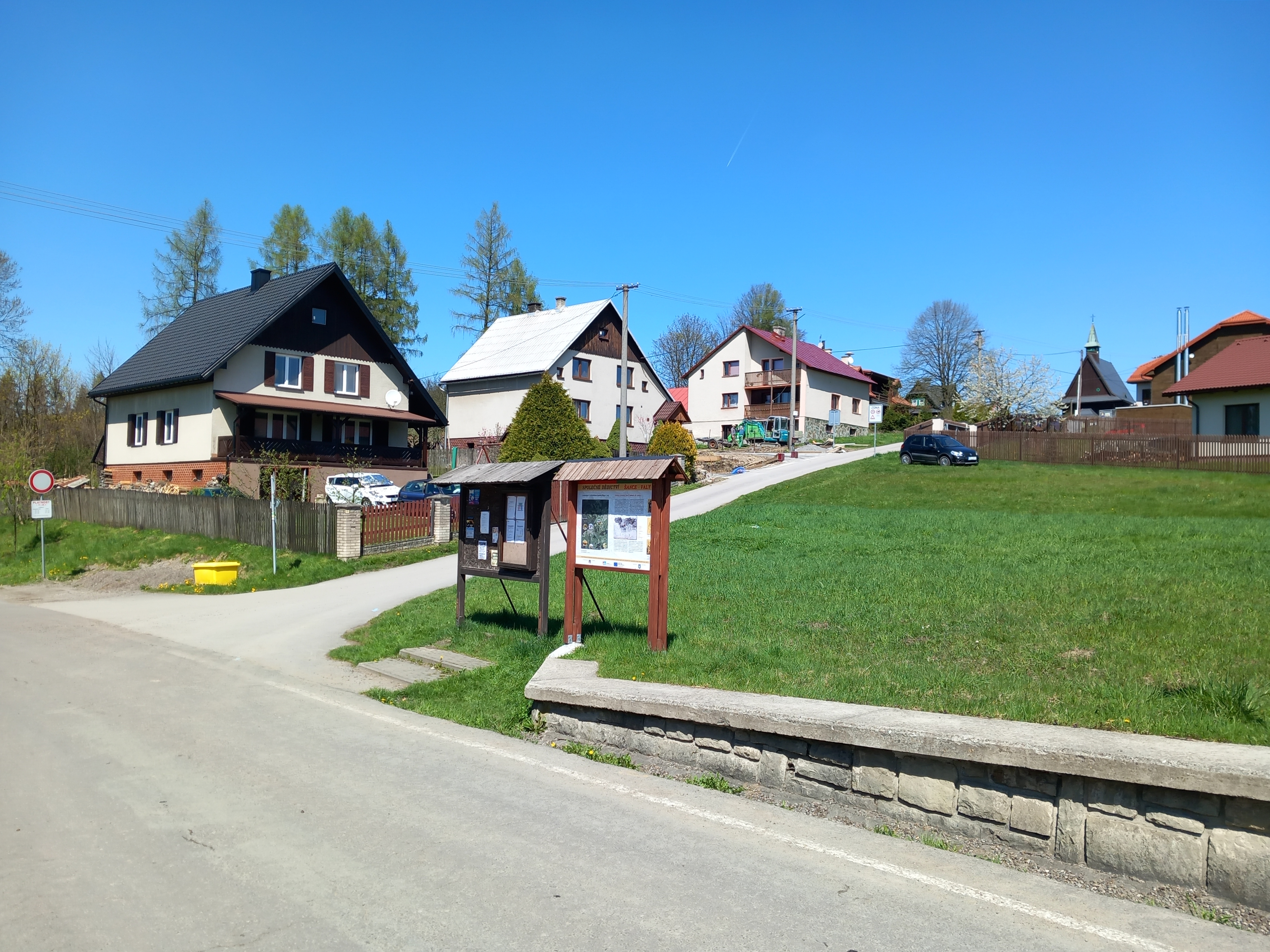
Centrum obce
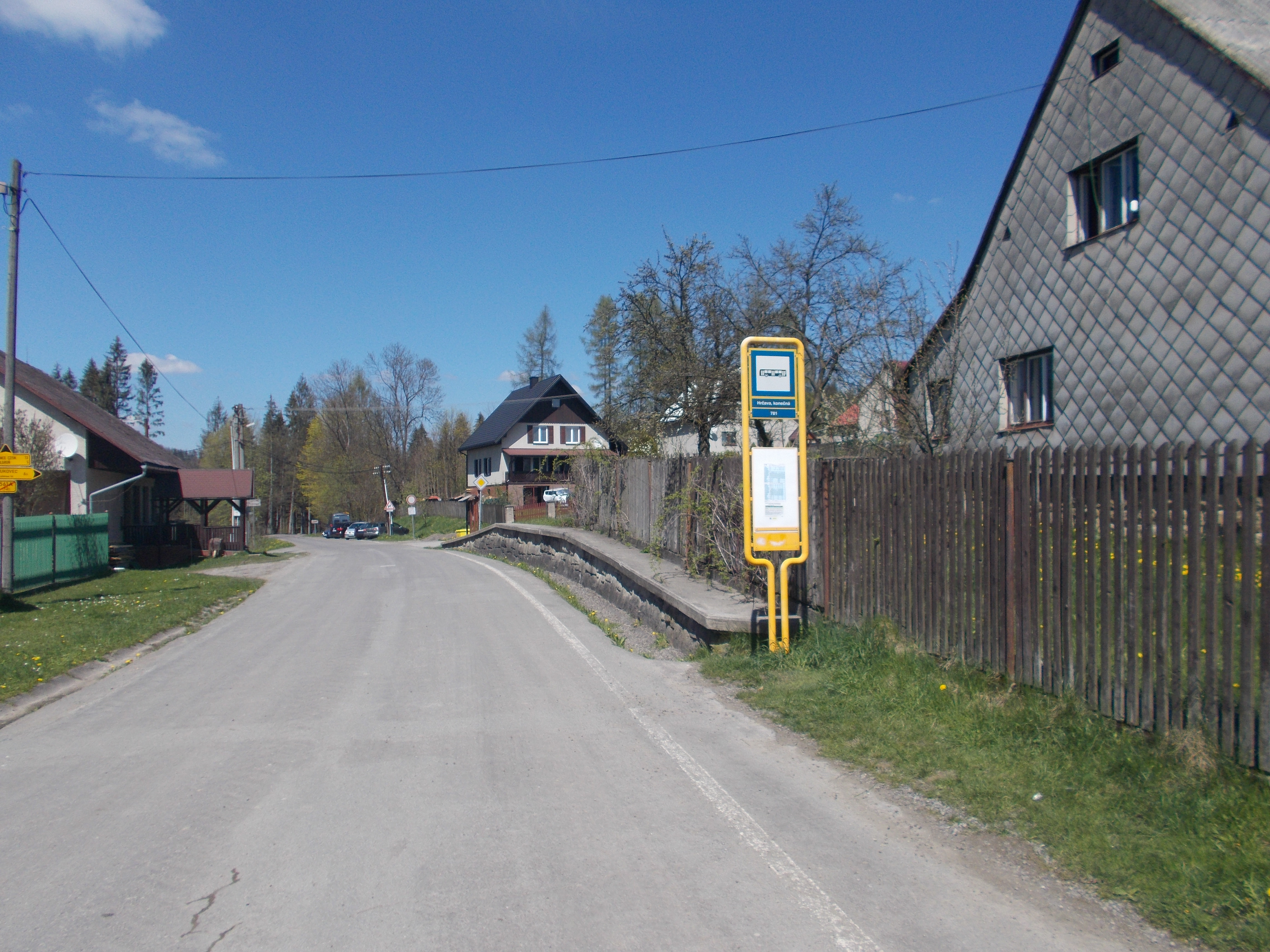
Zastávka autobusu
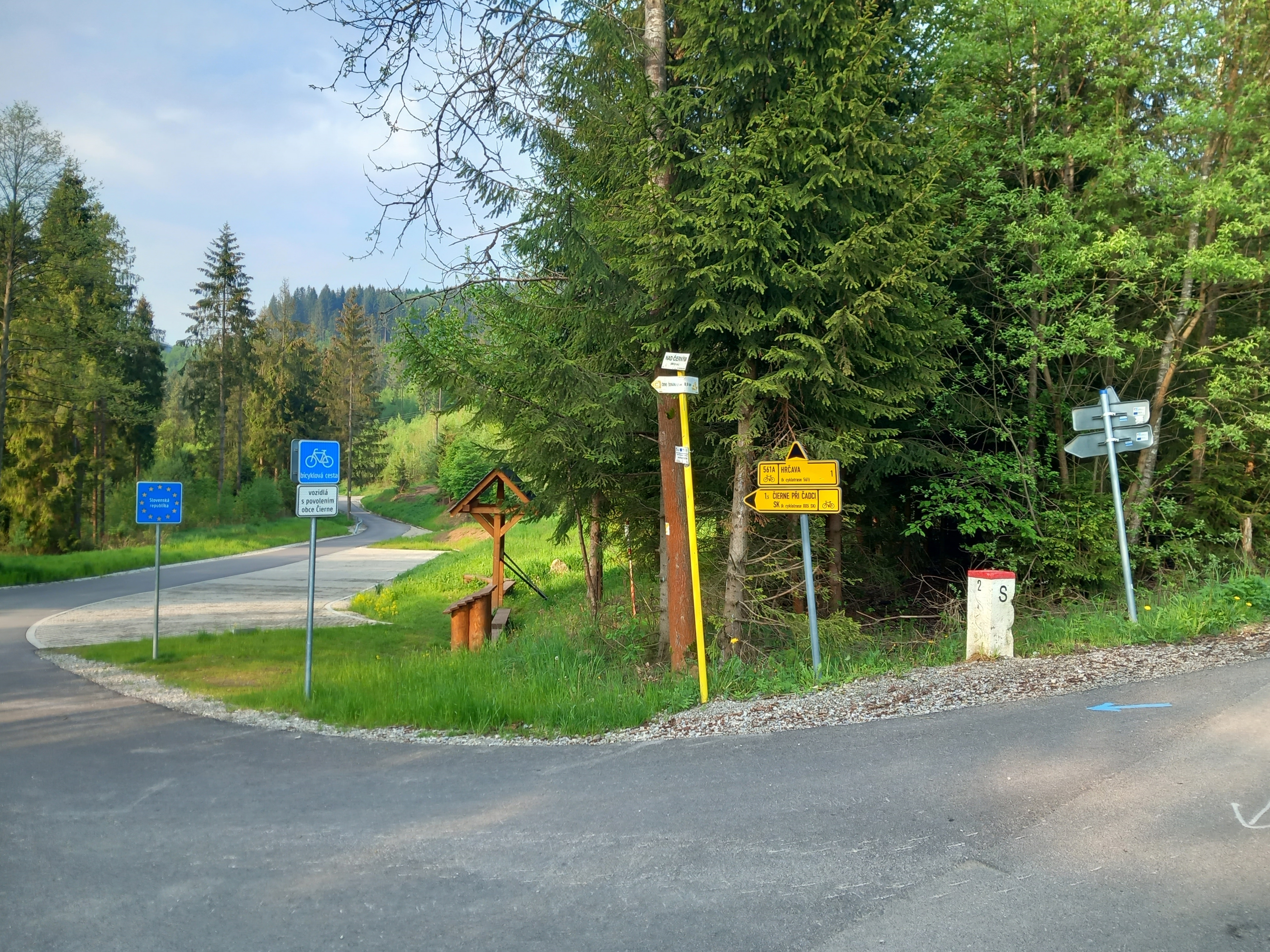
Hraniční přechod Hrčava-Čierne pri Čadci

## Obyvatelstvo

Věková struktura obyvatel obce Hrčava roku 2011